# The Hilliard Ensemble
The Hilliard Ensemble est un quatuor vocal britannique spécialisé dans l'interprétation de la musique ancienne et contemporaine fondé en 1973-1974 par Paul Hillier, Paul Elliott, et David James, dissous en 2014. Le nom du quatuor est un hommage à Nicholas Hilliard, un peintre miniaturiste de l'époque élisabéthaine.

## Histoire
The Hilliard Ensemble est fondé en 1973 (ou 1974) par Paul Hillier (directeur artistique), Paul Elliott, et David James. 
Le nom du quatuor est un hommage à Nicholas Hilliard, un peintre miniaturiste de l'époque élisabéthaine. 
La composition de l'ensemble est d'abord fluctuante. Jusqu'au départ du groupe de Paul Hillier à la fin des années 1980, pour fonder le Theatre of Voices, les membres ont ainsi été, à différents moments, Errol Girdlestone, Leigh Nixon, Lena-Liis Kiesel, Ashley Stafford, Michael George, Rogers Covey-Crump, John Potter et Gordon Jones. 
En 1990, l'effectif du groupe se stabilise en un quatuor composé de David James (contreténor), Rogers Covey-Crump (en) (ténor), John Potter (en) (ténor) et Gordon Jones (baryton). L'ensemble peut également recourir à des chanteurs supplémentaires pour les polyphonies de plus de quatre voix.  
The Hilliard Ensemble est réputé dans l'interprétation de la polyphonie vocale médiévale, de la Renaissance et du début du Baroque, ainsi que pour son action en faveur de la musique contemporaine, en particulier sa proximité avec les compositeurs tonaux et minimalistes comme Arvo Pärt et Gavin Bryars. Il a également encouragé de jeunes interprètes et compositeurs par le biais d'ateliers et de classes de maître, et a notamment collaboré avec le saxophoniste Jan Garbarek dans le cadre de plusieurs projets croisés qui connaissent le succès, Officium (1994), Mnemosyne (1999) et Officium Novum (2010),. 
L'ensemble est dissous en 2014.

## Répertoire
Bien que son répertoire soit pour la plupart constitué de musique médiévale et de la Renaissance (notamment des compositeurs Antoine Brumel et Heinrich Schütz), The Hilliard Ensemble chante également de la musique contemporaine, ayant notamment enregistré de nombreuses compositions d'Arvo Pärt, comme Miserere, Sarah Was Ninety Years Old, Passio et Litany, pour le label ECM. Il interprète des œuvres de Josquin des Prés (De profundis), Gavin Bryars, Veljo Tormis, John Cage, Erkki-Sven Tüür et Ielena Firsova, entre autres, lors de ses nombreux concerts.
En 1984, il enregistre le Requiem et la Missa Mi-mi de Johannes Ockeghem, disque qui a obtenu en 1985 un Diapason d'or.
Officium, un album sorti en 1993 en collaboration avec le saxophoniste norvégien Jan Garbarek, est rapidement devenu l'un des disques les plus vendus de l'histoire du catalogue ECM.

## Créations
L'ensemble est le créateur d'œuvres de John Casken (en) (Sharp Thorne, 1992), Unsuk Chin (Miroirs des temps, 1999), Elena Firsova (Insomnia, dédicataire, 1994), Luca Francesconi (Gesualdo Considered as a Murderer, 2004), Heinz Holliger (Variazioni su nulla, 1988 ; Vier Epigramme, 2001 ; 4 Machaut-Transkriptionen, 2003), Toshio Hosokawa(Three Japanese Folk Songs, 2014), James MacMillan (...Here in Hiding..., 1993 ; Quickening pour chœur et orchestre, 2001), Arvo Pärt (Stabat Mater, 1985 ; Miserere, dédicataire, 1989 ; Berliner Messe, 1990 ; Most Holy Mother of God, 2003), Alexandere Raskatov (Obikhod, 2003 ; Nunc Dimittis, 2007), Wolfgang Rihm (-ET LUX-, pour quatuor et chœur, 2009), Erkki-Sven Tüür (Exitatio ad Contemplandum, dédicataire, 1996 ; Questions..., 2007), Peteris Vasks (Three Poems by Czeslaw Milosz, 1995) et John Woolrich (This Change, commande, 2003), notamment.